# Jean-Baptiste Galeazzini
Jean-Baptiste Galeazzini (en corse, Ghjuvanni Battista, dit Tittu, né le 23 octobre 1759 à Portovenere, République de Gênes, et mort le 23 mai 1833 à Bastia) est un homme politique français

## Biographie
Issu d'une ancienne famille de Corse, Galeazzini naît le 23 octobre 1759 à Portovenere, où son père, Salvadore, au service de la république de Gênes, est en garnison. Après avoir achevé son éducation à Bastia, il devient avocat. Lors du déclenchement de la Révolution française, il adopte ses principes avec modération.

### Partisan modéré de la Révolution
En mai 1789, il représente la corporation des bouchers à l'assemblée qui doit désigner les représentants de la ville de Bastia en vue de l'élection des députés du tiers état aux États généraux. Capitaine de la nouvelle garde nationale depuis le mois de novembre de la même année, on le compte parmi les signataires d'une lettre que le Comité patriotique de Bastia envoie aux quatre députés corses à l'Assemblée Nationale Constituante pour faire le récit des troubles de cette fin d'année, demander des assurances, quant aux rumeurs d'une rétrocession de l'île à Gênes, et l'application en Corse du droit commun. Accompagné des deux autres capitaines de la garde nationale, il se rend à Paris, où il remet la lettre au député corse Antoine Christophe Saliceti. Insérée au Moniteur, cette lettre conduit l'Assemblée constituante, sur la proposition de Mirabeau, à déclarer la Corse partie intégrante du territoire français.
Membre de l'administration du département de la Corse en 1790, commandant de la garde nationale de Bastia, Galeazzini conduit la délégation corse d'abord à Lyon pour participer au serment des gardes nationales du Sud-Est de la France (il y reçoit un accueil enthousiaste de la part des Lyonnais), puis à Paris, à la Fête de la Fédération du 14 juillet.
En septembre suivant, à Orezza, représentant du Dilà à la première Assemblée provinciale électorale de Corse qui se tenait dans le couvent San Francescu, il y arrive porteur de l'étendard offert au département de la Corse par la ville de Paris. Au cours des discussions, il attaque violemment Barthélémy Aréna en lui demandant des comptes sur son activité d'adjudicateur de la subvention.
Nommé dénonciateur public par le directoire du département en mai 1791, il intervient, le mois suivant, jour de la Sant'Erasmu, à Bastia pour sauver les membres du directoire d'une émeute contre-révolutionnaire déclenchée à la suite du sermon du curé défenseur Vidau.

### Maire de Bastia
À la suite de l'insurrection bastiaise, il est emprisonné à Corte avec son frère Petru. Libéré peu après, il est élu, en novembre 1791, maire de Bastia. Réélu en 1793, il accuse, au mois de mars de la même année, Pascal Paoli de trahison. Au mois de mai suivant, il reçoit chez lui Napoléon Bonaparte alors en fuite.
Au commencement de 1794, les Anglais assiègent la ville, où les Français n'ont laissé qu'une faible garnison. La ville, entourée de montagnes qui la dominent, ouverte, mal fortifiée, doit résister à 16 vaisseaux de ligne anglais qui la bloquent étroitement, à 6 000 hommes de leurs troupes de débarquement, aux insurgés du pays, à des attaques continuelles de terre et de mer et à un bombardement qui dure 44 jours.
Après avoir refusé de parlementer avec l'amiral anglais Samuel Hood, en mai, les assiégés finissent par capituler, faute de vivres. Galeazzini signe l'acte de capitulation.

### Commissaire du Directoire
Deux jours après, il s'embarque pour la France, avec sa famille, en abandonnant toutes ses propriétés. Il est nommé adjudant général en juin 1796, puis commissaire de la République à l'armée d'Italie, sous les ordres du général Bonaparte, pendant la campagne d'Italie ; il lui confie successivement la place d'intendant des provinces conquises, Voghera, Reggio et Modène, sur lesquelles il fait peser le moins possible les charges de la guerre.
Il se rend à Rome pour y remplir des fonctions importantes, lorsque le Directoire donne des ordres pour qu'on reprenne la Corse aux Anglais. Quittant volontairement l'emploi qu'il occupe en Italie, il rejoint l'expédition, qui connaît un plein succès, expulsant les Anglais.
Galeazzini reprend ses fonctions de maire à Bastia. Revêtu, quelque temps après, des fonctions de commissaire du directoire en 1797, il contribue au retour en Corse de nombreux exilés. En avril 1798, l'assemblée électorale du département le choisit, à une grande majorité de voix, pour siéger au Conseil des Cinq-Cents, mais son élection n'est pas validée, conformément à la loi du 22 floréal an VI. Le 18 fructidor, le gouvernement le révoque de ses fonctions de commissaire du Directoire.

### Préfet du Liamone
Après le coup d'État du 18 brumaire, le premier consul nomme Galeazzini préfet du Liamone (Ajaccio, le 2 mars 1800. Dans ses fonctions, il s'oppose au commissaire administrateur général, André-François Miot de Mélito.
Lors d'une crise de subsistances, Galeazzini prend sur lui la responsabilité de toutes les mesures de nature à alléger les maux publics, et engage sa fortune personnelle vis-à-vis de plusieurs négociants, afin de procurer des vivres à ses administrés et de des semences pour leurs terres. Le conseil général du département consigne dans ses registres, par délibération du mois de mai 1803, l'expression de la reconnaissance publique.
Par suite de quelques intrigues, menées par des parents de Napoléon, il est peu de temps après remplacé à Ajaccio par Hyacinthe Arrighi de Casanova, député de la Corse au Corps législatif.
Galeazzini devient membre de la Société d'Instruction publique du département du Golo en 1803.

### Commissaire à l'île d'Elbe
En l'an XI, le Premier consul le nomme commissaire général du gouvernement à l'île d'Elbe et dépendances, avec des pouvoirs étendus. En 1810, après huit ans de gouvernement, les habitants lui décernent une médaille d'or avec inscription, et aux armes de l'île d'Elbe, en témoignage de leur gratitude. La même année, il est fait baron de l'Empire.
Toutefois, à la suite de la construction d'une route construite par ses soins, les chefs du génie militaire de Porto-Ferrajo signalent Galeazzini au comité de la guerre comme ayant compromis la sûreté de l'île.
L'Empereur mande l'accusé à Paris, par décret de décembre 1810, pour y rendre compte de sa conduite. Après avoir approuvé ses opérations, le ministre de l'Intérieur, M. de Montalivet, renonce à le défendre auprès de l'Empereur, ce qui cause sa disgrâce.
En avril 1814, à la suite de l'entrée des alliés à Paris, Napoléon doit abdiquer et part pour l'île d'Elbe. Demeuré sans emploi sous l'Empire, Galeazzini lui écrit de Paris pour expliquer que, puisque sa fortune l'a conduit sur les lieux de son administration, il peut voir s'il avait mérité sa disgrâce. Napoléon, qui ne cesse d'entendre louer, à Porto-Ferrajo, l'administration de l'ancien commissaire général, fait répondre à Galeazzini la lettre suivante :

« Monsieur le baron, l'empereur Napoléon a reçu la lettre et le mémoire que vous lui avez adressés. Il me charge de vous écrire qu'il vous a trouvé entièrement innocent de tout ce dont on vous a accusé ; que votre gestion dans l'île a été parfaite ; qu'elle vous a mérité l'estime des habitants, auxquels vous avez fait beaucoup de bien. Loin d'avoir rien perdu de l'estime de l'Empereur, vous y avez de nouveaux droits, et Sa Majesté vous place parmi les administrateurs les plus éclairés et les plus zélés. Agréez, etc. Signé le Comte Bertrand. »

Galeazzini fait partie de la députation de la ville de Bastia reçue par Louis XVIII à son avènement.
L'ex-commissaire se rend à l'île d'Elbe auprès de l'Empereur, qui l'accueille avec bienveillance et qu'il voit souvent dans la plus grande intimité. L'ex-commissaire est auprès de Napoléon quand ce dernier débarque sur les plages de Golfe-Juan.

### Fin de carrière
Pendant les Cent-Jours, Napoléon nomme Galeazzini préfet de Maine-et-Loire en mars 1815. Voici comment Napoléon écrivit à ce sujet au ministre de l'Intérieur le 25 mars :

« J'ai nommé à la préfecture de Maine-et-Loire le sieur Galeazzini, qui était commissaire général à l'île d'Elbe ; il est de la Corse. C'est un homme fin et très capable de suivre les intrigues qui pourraient se tramer dans l'ouest ; il est à Paris, m'ayant accompagné depuis l'île d'Elbe. Voyez-le, et recommandez-lui de surveiller de ce côté avec le zèle et l'intelligence que je lui connais. »

Au milieu des passions exaltées, Galeazzini administre le département de Maine-et-Loire, avec autant de modération que de succès, jusqu'au mois de juillet suivant, et y laisse des regrets. Au retour de Louis XVIII, il est remplacé par Stanislas Catherine Alexis de Blocquel de Croix de Wismes.
Membre de la Société centrale d'instruction civique en 1816, puis membre résident et vice-secrétaire de la Société d'instruction publique du département de la Corse en 1818, il devient président de cette dernière en 1823.
Réélu maire de Bastia en 1830, il vit dès lors retiré dans ses foyers en ville, entouré de l'estime et de la considération dues à tant de services rendus à la patrie. Il y meurt d'un coup de sang, en 1833. Livré pendant toute sa vie à des recherches historiques, il a réuni de nombreux matériaux relatifs à l'histoire physique et civile de la Corse.

## Vie familiale
Jean-Baptiste est le petit-fils de Salvadore Galeazzini (1687 ✝ 1766), lequel a fait entrer la famille Galeazzini dans le patriciat bastiais en jouant un rôle politique dans la cité qui lui permit de porter l'épée. Pro-génois en 1746, il est l'un des protagonistes des événements de Bastia.
Antoniu (1720 ✝ 1796), fils de Salvadore et père de Jean-Baptiste, est militaire au service de Gênes. Il est à la tête des Bastiesi, qui, en février 1746, résistent à l'attaque de la ville menée par Aleriu Fancescu Matra, Domenico Rivarola et les Naziunali favorables au Roi de Sardaigne. Retiré à Bastia (1773-1794), il termine ses jours à Gênes.
Jean-Baptiste a eu au moins un fils, Sauveur (1787 ✝ 1861), lequel a étudié et fait son droit à Paris, avant d'être nommé auditeur au Conseil d'État en 1809, attaché aux relations extérieures, envoyé en mission en Italie en 1810, et nommé commissaire-général de police, en 1811, dans la Seine-Inférieure : il quitte ce département en 1814. On doit à son zèle à poursuivre les abus, le succès de l'enquête ordonnée par L'empereur Napoléon Ier, sur les malversations qui avaient lieu dans l'octroi municipal de Rouen. Proposé, en 1814, lors de l'organisation du nouveau Conseil d'État, pour être maître des requêtes, un ministre dirigeant alors le cabinet des Tuileries le fit écarter, en donnant pour tout motif d'exclusion que Galeazzini était Corse. Il n'a aucune fonction pendant la première restauration. Nommé maître des requêtes lors des Cent-Jours, et lieutenant extraordinaire de police à Brest, il se fait aimer en Bretagne, par sa modération et sa manière d'exercer des attributions aussi redoutables que délicates ; il est remplacé vers le milieu de 1815. Il est, dès 1819, conseiller en la cour royale de Bastia puis conseiller doyen de la Cour d'appel de Bastia, et l'un, des fondateurs de la Société d'Instruction publique du département de la Corse (1818). Chevalier de la Légion d'honneur.

## Fonctions
- Capitaine de la garde nationale de Bastia (novembre 1789) ;
- Membre de l'administration du département de la Corse (1790) ;
- Représentant du Dilà à la première Assemblée provinciale électorale de Corse (couvent San Francescu, septembre 1790) ;
- Dénonciateur public (mai 1791) ;
- Maire de Bastia (novembre 1791, réélu en 1793, 1797, 1830) ;
- Adjudant général (juin 1796) ;
- Commissaire de la République à l'Armée d'Italie ;
- Intendant des provinces conquises, de Voghera, de Reggio et de Modène (1796-1797) ;
- Préfet du Liamone (2 mars 1800) ;
- Commissaire général du gouvernement à l'île d'Elbe et dépendances (an XI - 1810) ;
- Préfet de Maine-et-Loire (3 avril 1815 : Cent-Jours).

## Titres
- Baron Galeazzini et de l'Empire (1810).

## Armoiries
| Figure | Blasonnement |
|        | Armes du baron Fourier et de l'Empire, 1809 Parti : au I, d'azur, à un arbre de sinople, senestré d'un lion rampant contre le fût, sommé d'un coq perché, le tout d'or, sur une terrasse du même ; au 2, coupé du quartier des Barons Préfets et d'azur, à un cippe d'argent, sommé d'un mitre d'or,. |